# پرزنس (دی‌سی کامیکس)
پرزنس (به انگلیسی: The Presence) یک شخصیت خیالی به نمایندگی از خدا در کتاب‌های کامیک آمریکایی منتشر شده توسط دی‌سی کامیکس است. این شخصیت توسط نویسنده جری سیگل و طراح برنارد بیلی خلق شده‌است که برای اولین بار در شمارهٔ ۵۲ مجموعه گلچین ادبی مور فان کامیکس (فوریه ۱۹۴۰) حضور پیدا کرد. پرزنس، که به طریقی دیگر به عنوان خدای پیمان، خالق و ایزد دنیای دی‌سی شناخته می‌شود هرچند او اغلب تنها به شکل یک صدا در حال سخن گفتن دیده می‌شود. در طول تاریخ کمیک‌های دی‌سی، پرزنس در اشکال مختلفی حضور داشته‌است که از آن‌ها می‌توان به: صدا، دست، سرچشمه (سورس) و حضور اشاره کرد. او پدر دو فرشته مقرب، لوسیفر مورنینگ‌استار و میکائیل دمیورگوس به‌شمار می‌رود.

## اَشکال دیگر یَهُوَه
او در طول تاریخ حضورش به شکل‌های مختلفی حضور داشته است. که از آن‌ها می‌توان به پرزنس، دست، صدا، سگ و بچه اشاره کرد.  یَهُوَه حتی به شکل یک سگ هم حضور پیدا کرده است و با هفت گناه کبیره می‌جنگد و آن‌ها را شکست می‌دهد. برخی از اشکال او عبارتند از:

### دست
دست (به انگلیسی:The Hand) او دست خدا و خالق دنیای خیالی دی‌سی کامیکس (یَهُوَه) است. تمام هرچیزی که تا به حال از دنیای خیالی دی‌سی دیده شده و نشده همه در دست یَهُوَه جای می‌گیرند.

### صدا
صدا (به انگلیسی:The Voice) یکی از اشکال دیگر یَهُوَه است. او اغلب فقط به شکل یک صدا یعنی کسی او را نمی‌بیند فقط صدایش را می‌شنوند. او در این حالت با اسپکتر و فرشتگان سخن می‌گوید و به آنان دستور می‌دهد.

### سورس
سورس (به انگلیسی:The source) در سری کمیک‌های جک کربی یَهُوَه به عنوان سورس به شکل یک روح جهانی ظاهر شده و در سری دث متال گفته شده که او همان سورس است.

### پرزنس
پرزنس (به انگلیسی:The Persence) نسخه پیرمرد شخصیت یَهُوَه است. بعضی مواقع در سری کمیک‌های ورتیگو به این شکل حضور پیدا کرده است. پرزنس مشهورترین نسخه یَهُوَه است.

## کمیک‌های ورتیگو
پرزنس به عنوان خالق لوسیفر بیشتر مانند اندیشه‌ای است که لوسیفر در تمام طول مجموعه سعی در مبارزه با آن را دارد، زیرا او معتقد است تا زمانی که او هر وابستگی و رابطه‌ای با خالقش پرزنس داشته باشد، هیچ وقت اراده‌ای آزاد نخواهد داشت؛ در حالی که پرزنس بیان می‌کند که اقدامات شخص لوسیفر مدرکی است بر عدم صحت این مسئله. بیشتر مجموعه همچنین دربارهٔ پرزنس و تخلیه خلقت خود است و لوسیفر به شکلی ماهرانه در حال هدایت جایگزین آن الین بلک (دختر میکائیل) است تا جای او را بگیرد. هنگامی که پرزنس در سیمای شخصی ظاهر می‌شود، به شکل پیرمردی با کلاه لبه‌دار، کت و شلواری تیره، چتر بدست و سبیل پرپشت خاکستری رنگ تصویر می‌شود.

## توانایی‌ها و قدرت‌ها
پرزنس مظهر خدا در ادیان ابراهیمی در دنیای دی‌سی است. او احتمالاً قدرتمندترین مخلوق دنیای دی‌سی محسوب می‌شود و به عنوان قادر مطلق دارای قدرت و توانایی نامحدودی بیش از هر موجود زنده در تمام جنبه‌های مختلف است. او دارای قدرت درونی است که گرش (پاتونیز) نامیده می‌شود، و همچنین توانایی صاحب اختیار نمودن قدرت به فرشتگان مختلفی شامل اسپکتر، اکلیپسو و میکائیل دمیورگوس را دارد. او در آن واحد در تمام مکان‌ها حضور دارد و می‌تواند مردگان را زنده کند. بر طبق گفته‌های اَزمودل، فرشته سقوط کرده، پرزنس در همه جا حضور دارد و غیرقابل تخریب است. پرزنس مخلوقی ایزدگونه و عالی رتبه در تمام فرضیه چندجهانی دی‌سی و فراتر از آن است و هیچ محدودیتی برای توانایی و قدرت‌های او وجود ندارد، در نتیجه او دارای هیچ نقطه ضعفی نمی‌باشد.
گوی خلقت در واقع هستی و نیستی (تمام خلقت) جمع شده در یک گوی است و پرزنس تسلط بر خلقت دارد به گفته پرزنس: «این تمام خلقت است». همچنین اگر اراده شخص پرزنس یا فردی که گوی را دستش می‌گیرد نباشد، گوی خلقت از دست شخصی که گوی را در اختیار دارد جدا نمی‌شود. به عنوان خدا، پرزنس دارای توانایی نامحدود است. او با اراده خود، هر قانون فیزیکی و... جهان را تعریف کرد و بیان کرد که هرچیزی که اتفاق می‌افتد به خاطر این است که او می‌خواهد.
پرزنس، انرژی‌های کیهانی بسیاری تولید می‌کند که مولتیورس‌ها در فضای خالص آن‌ها به وجود می‌آیند. از این نیروهای کیهانی می‌توان به هفت نیروی جهان اشاره کرد. هریک از این انرژی‌ها برای کارکرد، حیات و ادامه مولتیورس‌ها ضروری است با این حساب پرزنس هیچ وقت نمرده است و فقط زخمی شده‌است. این انرژی‌ها احساسات، حرکات، جادو و... کل دنیای دی‌سی را در بر می‌گیرد.
اگرچه پرزنس در مجموعه لوسیفر اظهار داشته است که او پایان ناپذیر و جاودان است، اما به این مسئله نیز اشاره کرده که توسط نیروهای خارجی شکل گرفته است، و به وسیلهٔ مایک کری (نویسنده انگلیسی) نیز تأیید شده‌است که این تنها افکار و خیالات بشریت می‌باشد. در جلد دوم مجموعه لوسیفر، او به دست یکی از فرشتگان مغضوب خود موقتاً آسیب دید که شمشیر خلقت خود او را در اختیار داشت. اگرچه به دلیل آنکه مجموعه لوسیفر در دنیای ورتیگو روایت می‌شود، که ممکن است جدا از دنیای اصلی دی‌سی کامیکس باشد، امکان دارد تنها دربارهٔ نسخه ورتیگو پرزنس صدق کند و نه خود شخصیت پرزنس در دنیای دی‌سی کامیکس.